# Championnat de Yougoslavie de football 1983-1984
Navigation
Saison précédente Saison suivante
La saison 1983-1984 du Championnat de Yougoslavie de football est la cinquante-cinquième édition du championnat de première division en Yougoslavie. Les dix-huit meilleurs clubs du pays prennent part à la compétition et sont regroupées en une poule unique où chaque formation affronte deux fois ses adversaires, à domicile et à l'extérieur. En fin de saison, les deux derniers du classement sont relégués et remplacés par les deux meilleures équipes de deuxième division.
C'est le club du FK Étoile rouge de Belgrade qui remporte la compétition, en terminant en tête du classement final, avec deux points d'avance sur un duo composé du tenant du titre, le FK Partizan Belgrade et du FK Zeljeznicar Sarajevo. C'est le 15e titre de champion de Yougoslavie de l'histoire du club, qui manque le doublé en s'inclinant en finale de la Coupe de Yougoslavie face à l'Hajduk Split.

## Les clubs participants
| - Partizan Belgrade - Dinamo Zagreb - FK Étoile rouge de Belgrade - Hajduk Split - FK Vojvodina Novi Sad - NK Rijeka - FK Radnicki Nis - NK Osijek - Buducnost Titograd | - FK Velez Mostar - NK Dinamo Vinkovci - FK Vardar Skopje - NK Celik Zenica - Promu de D2 - FK Sarajevo - FC Pristina - Promu de D2 - FK Sloboda Tuzla - FK Zeljeznicar Sarajevo - Olimpija Ljubljana |

## Compétition

### Classement
Le classement est effectué en utilisant le barème classique (victoire à 2 points, match nul un point, défaite zéro point).
| Rang | Équipe                      | Pts | J  | G  | N  | P  | Bp | Bc | Diff |
| ---- | --------------------------- | --- | -- | -- | -- | -- | -- | -- | ---- |
| 1    | FK Étoile rouge de Belgrade | 44  | 34 | 17 | 10 | 7  | 52 | 26 | +26  |
| 2    | FK Partizan Belgrade (T)    | 42  | 34 | 15 | 12 | 7  | 43 | 25 | +18  |
| 3    | FK Zeljeznicar Sarajevo     | 42  | 34 | 15 | 12 | 7  | 52 | 35 | +17  |
| 4    | NK Rijeka                   | 42  | 34 | 16 | 10 | 8  | 53 | 37 | +16  |
| 5    | Hajduk Split (C)            | 39  | 34 | 12 | 15 | 7  | 39 | 22 | +17  |
| 6    | NK Osijek                   | 34  | 34 | 12 | 10 | 12 | 36 | 39 | -3   |
| 7    | FK Radnicki Nis             | 33  | 34 | 15 | 3  | 16 | 40 | 47 | -7   |
| 8    | FC Pristina (P)             | 33  | 34 | 15 | 3  | 16 | 36 | 55 | -19  |
| 9    | FK Sarajevo                 | 32  | 34 | 11 | 10 | 13 | 53 | 46 | +7   |
| 10   | FK Vojvodina Novi Sad       | 33  | 34 | 11 | 11 | 12 | 41 | 40 | +1   |
| 11   | NK Dinamo Vinkovci          | 32  | 34 | 10 | 12 | 12 | 45 | 44 | +1   |
| 12   | Dinamo Zagreb               | 31  | 34 | 11 | 9  | 14 | 56 | 50 | +6   |
| 13   | FK Velez Mostar             | 31  | 34 | 11 | 9  | 14 | 54 | 57 | -3   |
| 14   | Buducnost Titograd          | 31  | 34 | 11 | 9  | 14 | 39 | 52 | -13  |
| 15   | FK Vardar Skopje            | 30  | 34 | 10 | 10 | 14 | 51 | 52 | -1   |
| 16   | FK Sloboda Tuzla            | 29  | 34 | 11 | 7  | 16 | 48 | 51 | -3   |
| 17   | Olimpija Ljubljana          | 28  | 34 | 9  | 10 | 15 | 38 | 45 | -7   |
| 18   | NK Celik Zenica (P)         | 19  | 34 | 4  | 12 | 18 | 31 | 56 | -25  |

|  | Qualification pour la Coupe d'Europe des clubs champions 1984-1985                                |
|  | Qualification pour la Coupe des Coupes 1984-1985                                                  |
|  | Qualification pour la Coupe UEFA 1984-1985                                                        |
|  | Relégation directe en deuxième division                                                           |
|  | (T) : Tenant du titre (C) : Vainqueur de la Coupe de Yougoslavie (P) : Promu de deuxième division |

## Bilan de la saison
| Championnat de Yougoslavie de football 1983-1984                        |                                         |
| Champion                                                                | FK Étoile rouge de Belgrade (15e titre) |
| Coupes et trophées                                                      |                                         |
| Vainqueur de la Coupe de Yougoslavie 1983-1984                          | Hajduk Split                            |
| Qualifications continentales                                            |                                         |
| Coupe d'Europe des clubs champions 1984-1985                            | FK Étoile rouge de Belgrade             |
| Coupe des Coupes 1984-1985                                              | Hajduk Split                            |
| Coupe UEFA 1984-1985                                                    | FK Partizan Belgrade                    |
| Coupe UEFA 1984-1985                                                    | FK Zeljeznicar Sarajevo                 |
| Coupe UEFA 1984-1985                                                    | NK Rijeka                               |
| Promotions et relégations                                               |                                         |
| Promus en Prva Liga                                                     | FK Sutjeska Nikšić                      |
| Promus en Prva Liga                                                     | NK Dinamo Vinkovci                      |
| Relégués en Championnat de Yougoslavie de football de deuxième division | Olimpija Ljubljana                      |
| Relégués en Championnat de Yougoslavie de football de deuxième division | NK Celik Zenica                         |